# Nematostella nathorstii
Nematostella nathorstii is een zeeanemonensoort uit de familie Edwardsiidae.
Nematostella nathorstii is voor het eerst wetenschappelijk beschreven door Carlgren in 1921.